# Scandinavisch Hoogland

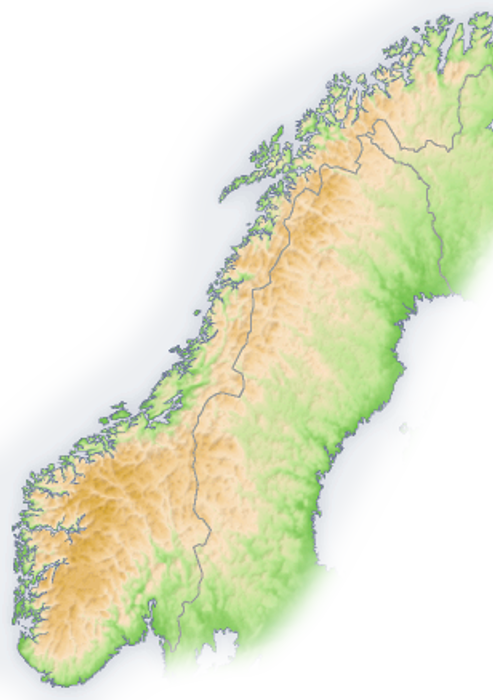
Overzichtskaart van het Scandinavisch Hoogland

Het Scandinavisch Hoogland, het Scandinavisch Gebergte of het Noorse hooggebergte (Zweeds: Skanderna, Fjällen of Kölen; Noors: Kjølen) is een bergketen die ruwweg van noordoost naar zuidwest door het Scandinavisch Schiereiland heenloopt. De westflank van het gebergte loopt steil af in de Noordzee en de Noorse Zee, waar zich de bekende fjorden van Noorwegen hebben gevormd. De oostflank loopt echter geleidelijk aan af richting de Botnische Golf en het noorden van Finland, en ligt voor het grootste deel in Zweden. In het uiterste noorden van het Scandinavisch Hoogland, waar de grenzen van Noorwegen, Zweden, Finland en Rusland bij elkaar komen, in de nabijheid van de Noordkaap, is het gebergte meer een heuvellandschap.

## Geologie
Het gebergte is een oud massief waarin de sporen van de Caledonische orogenese in het Paleozoïcum (rond 400 miljoen jaar geleden) te herkennen zijn. Andere plekken waar zulke gesteenten dagzomen zijn de Schotse Hooglanden, Ierland, Newfoundland en de noordoostelijke Appalachen. Deze gebieden vormden een en dezelfde bergketen voordat het oude supercontinent Pangaea uit elkaar begon te vallen. De reden dat de sporen van deze gebergtevorming tegenwoordig weer aan de oppervlakte komen is het riften van de Atlantische Oceaan in het Krijt en Tertiair (sinds 150 miljoen jaar), waarbij aan weerszijden van de oceaan tektonische opheffing plaatsvond.

## Kenmerken
De bergen van het Scandinavisch Hoogland zijn voor een deel niet heel erg hoog. De Galdhøpiggen in Jotunheimen, in het zuiden van Noorwegen is, met een hoogte van 2469 meter de hoogste berg. Verder zijn er de gebergten Hurrungane, Breheimen en Trollheimen.
De combinatie van de noordelijke breedtegraad en het vochtige klimaat onder invloed van de Noord-Atlantische Oceaan zorgen er echter voor dat er zich vele ijsvelden en gletsjers bevinden. Verder is de Kebnekaise, met een hoogte van 2103 meter de hoogste berg aan de Zweedse kant en de Halti is met en hoogte van 1328 meter de hoogste berg in het relatief kleine Finse deel van het Scandinavisch Hoogland.
In het zuiden van Noorwegen heerst er een hooggebergteklimaat, aan de Atlantische kust een gematigd zeeklimaat, in het gehele oosten van het gebergte en in het middendeel heerst er een landklimaat en in het noorden een toendraklimaat.
Het gebergte is met uitzondering van het uiterste zuiden, hoge noorden en de hogere delen sterk bebost met naaldwoud en deze wouden vormen dan ook de westelijkste uitlopers van de Euro-Aziatische taiga. Het uiterste zuiden van Noorwegen bestaat echter uit loofwoud en gemengd woud, en de hogere delen en het hoge noorden bestaan uit toendra.

## Hoogste bergen

### Noorwegen

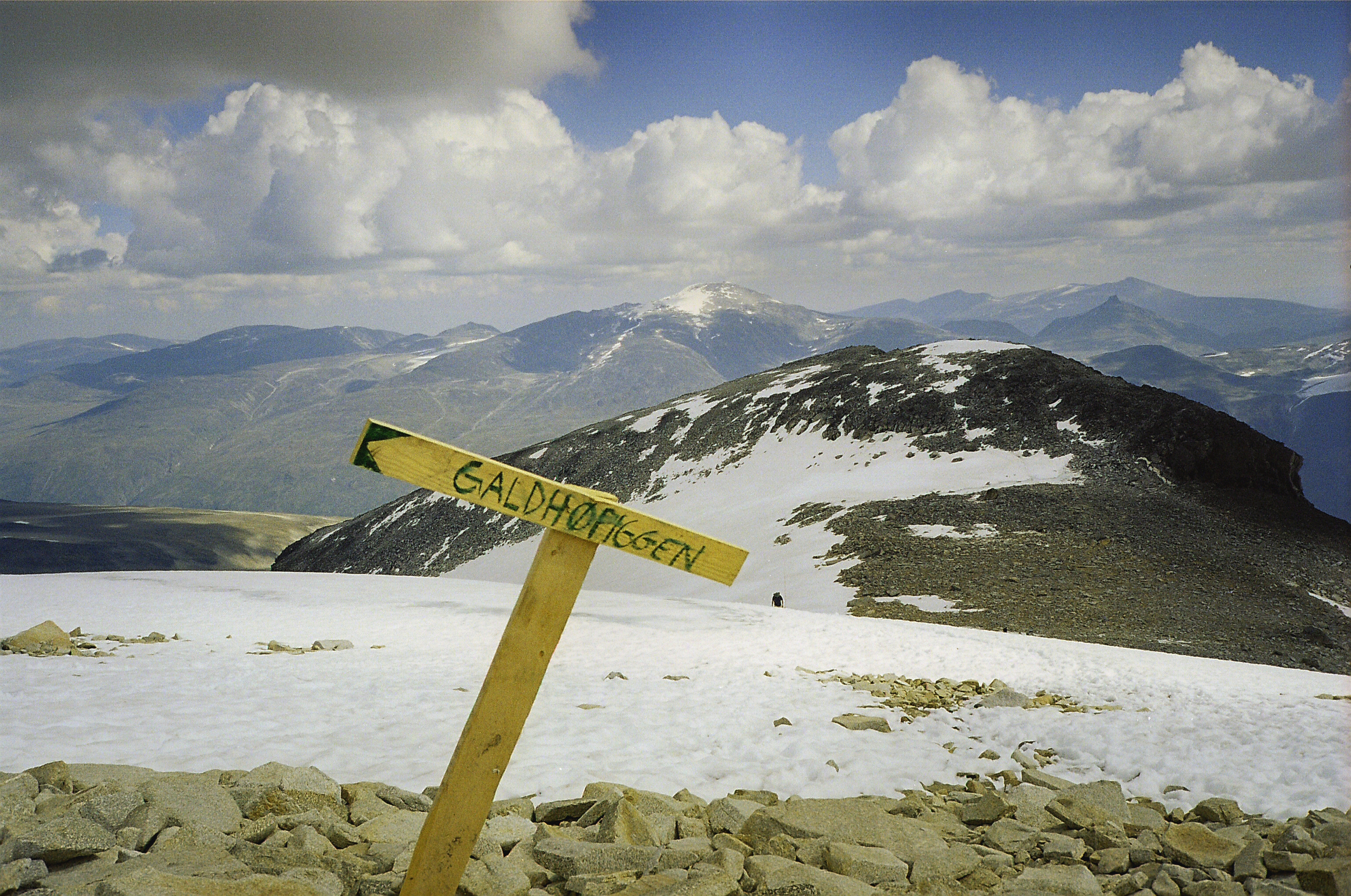
De Galdhøpiggen, met een wegwijzer richting de top

Van de tien hoogste bergtoppen in Scandinavië liggen er zeven in de Noorse provincie Oppland. De andere drie liggen in de provincie Sogn og Fjordane. Er zijn in Noorwegen 83 toppen die gelijk of hoger zijn dan 2200 meter.
1. 2469 m - Galdhøpiggen (Oppland)
2. 2464 m - Glittertind (Oppland)
3. 2405 m - Storen (Sogn og Fjordane)
4. 2387 m - Store Styggedalstinden (oostelijke top) (Sogn og Fjordane)
5. 2383 m - Store Styggedalstinden (westelijke top) (Sogn og Fjordane)
6. 2373 m - Store Skardstinden (Oppland)
7. 2369 m - Vesle Galdhøpiggen (Oppland)
8. 2368 m - Surtningssue (Oppland)
9. 2364 m - Store Memurutinden (westelijke top) (Oppland)
10. 2363 m - Store Memurutinden (oostelijke top) (Oppland)

Zie ook:
- Lijst van bergen in Noorwegen per hoogte
- Lijst van bergen in Noorwegen

### Zweden

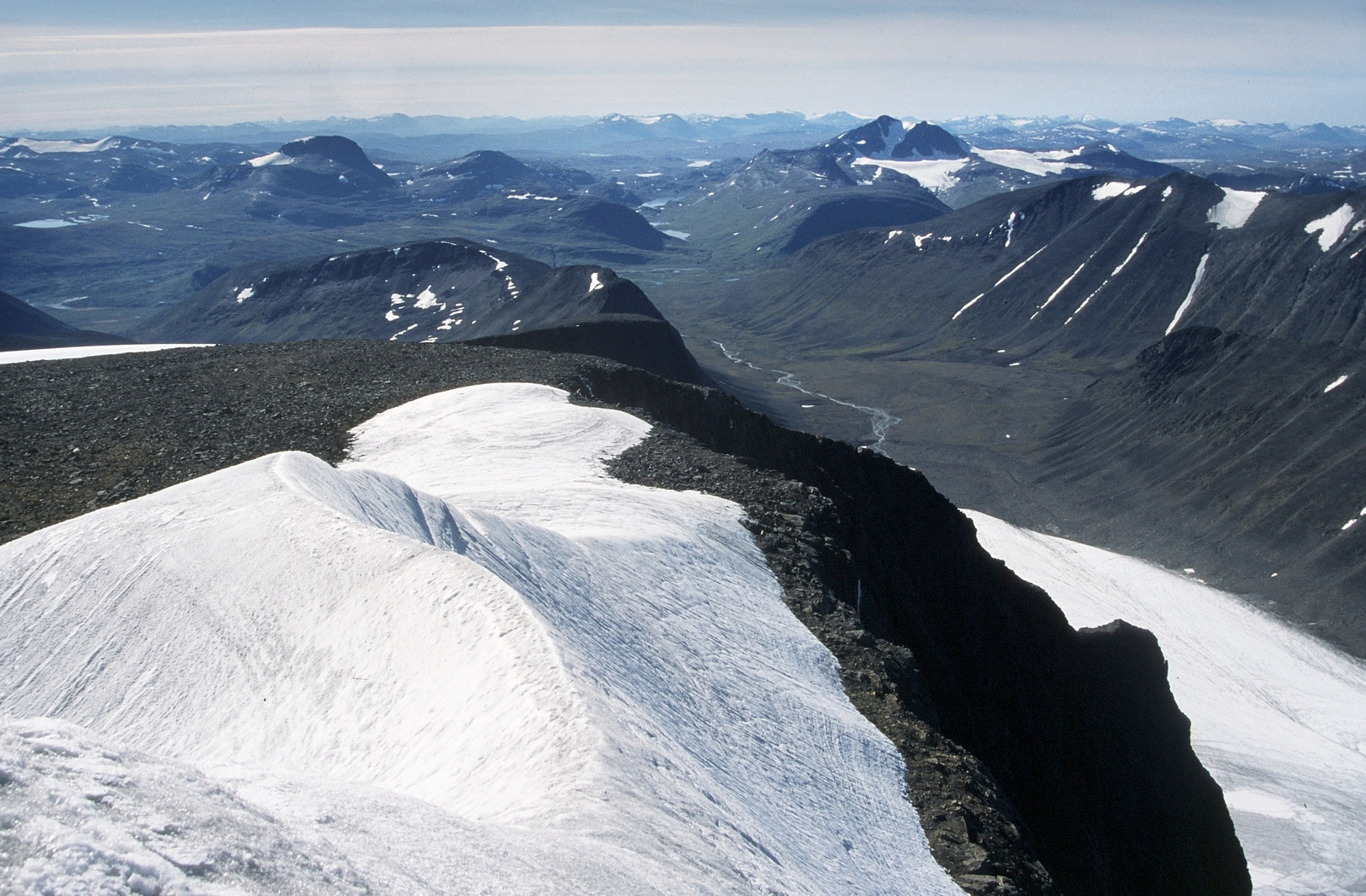
Uitzicht vanaf de zuidelijke top van de Kebnekaise

Er zijn in Zweden twaalf bergtoppen die boven de 2000 meter uitkomen. Acht hiervan liggen in het nationaal park Sarek en de andere vier verder naar het noorden waar zich de Kebnekaise bevindt.
1. 2103 m - Kebnekaise (zuidelijke top) (Norrbottens län)
2. 2097 m - Kebnekaise (noordelijke top) (Norrbottens län)
3. 2089 m - Sarektjåkkå (grote top) (Norrbottens län)
4. 2076 m - Kaskasatjåkka (Norrbottens län)
5. 2056 m - Sarektjåkkå (noordelijke top) (Norrbottens län)
6. 2043 m - Kaskasapakte (Norrbottens län)
7. 2023 m - Sarektjåkkå (zuidelijke top) (Norrbottens län)
8. 2016 m - Akka (grote top) (Norrbottens län)
9. 2010 m - Akka (noordwestelijke top) (Norrbottens län)
10. 2010 m - Sarektjåkkå (Buchts top) (Norrbottens län)
11. 2005 m - Pårtetjåkkå (Norrbottens län)
12. 2002 m - Palkattjåkkå (Norrbottens län)

### Finland
1. 1328 m - Halti (Lapland/Finnmark)
2. 1317 m - Ridnitsohkka (Lapland)
3. 1280 m - Kiedditsohkka (Lapland)
4. 1240 m - Kovddoskaisi (Lapland)
5. 1239 m - Ruvdnaoaivi (Lapland)
6. 1180 m - Loassonibba (Lapland)
7. 1150 m - Urtasvaara (Lapland)
8. 1144 m - Kahperusvaarat (Lapland)
9. 1130 m - Aldorassa (Lapland)
10. 1100 m - Kieddoaivi (Lapland)